# Melissa George

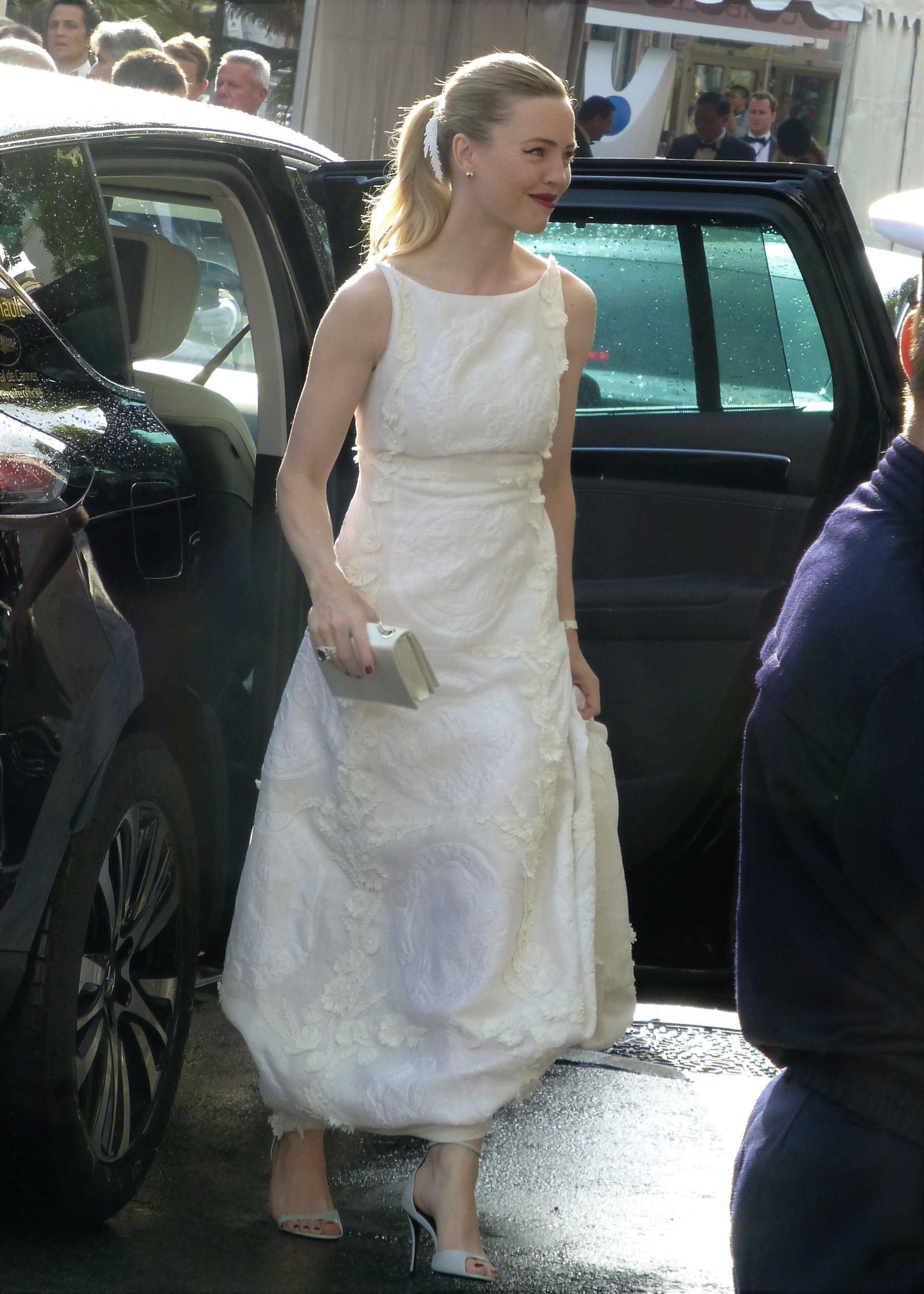
Melissa George (2016

Melissa Suzanne George (ur. 6 sierpnia 1976 w Perth) – australijska aktorka.

## Filmografia

### Filmy
- 1997: Złowieszczy amulet (Fable) jako Rex Fable
- 1998: Mroczne miasto (Dark City) jako May
- 1998: Hollyweird jako Caril Ann
- 1999: Angol (The Limey) jako Jennifer Wilson
- 2000: Dziewczyny z drużyny (Bring It On) jako Shelly Brooks
- 2001: New Port South jako Amanda
- 2001: Złodziejski duet (Thieves) jako Rita
- 2001: Słodkie i ostre (Sugar & Spice) jako Cleo
- 2001: Mulholland Drive (Mulholland Dr.) jako Camilla Rhodes
- 2002: Lost in Oz jako Alex Wilder
- 2002: Detektyw Monk (Monk) jako Jenna Ryan
- 2003: Do diabła z miłością (Down with Love) jako Elkie
- 2003: L.A. Confidential jako Lynn Bracken
- 2005: Wykolejony (Derailed) jako Deana Schine
- 2005: Amityville (The Amityville Horror) jako Kathy Lutz
- 2006: Turistas jako Pru
- 2007: Reguła − WΔZ jako Helen Westcott
- 2008: 30 dni mroku (30 Days of Night) jako Stella
- 2009: Piąty wymiar (Triangle) jako Jess
- 2010: Druga szansa (Second Chances) jako Kate Fischer, film TV
- 2011: A Lonely Place to Die jako Alison
- 2012: Between Us jako Sharyl
- 2013: Szlak zbrodni jako Julie Toohey
- 2017: The Butterfly Tree jako Evelyn

- 2018: Don't Go jako Hazel

### Seriale
- 1993–1996: Zatoka serc (Home and Away) jako Angel Brooks-Parish
- 1997: Tropem zbrodni (Murder Call) jako Petra Salinis
- 1997: Prawo miecza (Roar) jako Molly
- 2000: Tales of the South Seas jako Kat
- 2003: Przyjaciele (Friends) jako Molly
- 2003-2004: Agentka o stu twarzach (Alias) jako Lauren Reed
- 2003: Czarodziejki (Charmed) jako Freyja
- 2003: Para za parą (Coupling) jako Susan
- 2006: Two Twisted(inne języki) jako Mathilda Banks[1]
- 2008: Terapia (In Treatment) jako Laura
- 2013-2014: Żona idealna jako Marilyn Garbanza